# Willem II in het seizoen 1961/62
Het seizoen 1961/1962 was het achtste jaar in het bestaan van de Tilburgse betaaldvoetbalclub Willem II. De club kwam uit in de Nederlandse Eredivisie en eindigde daarin op de achtste plaats. Tevens deed de club mee aan het toernooi om de KNVB Beker, hierin werd in de vierde ronde, na verlenging, verloren van PSV (0–1).

## Wedstrijdstatistieken

### Eredivisie
|       | ADO   | Ajax  | Blauw-Wit | DOS   | DWS/A | Sportclub Enschede | Feijenoord | Fortuna '54 | GVAV  | MVV   | NAC   | PSV   | Rapid JC | Sparta | Volendam | De Volewijckers | VVV   |
| ----- | ----- | ----- | --------- | ----- | ----- | ------------------ | ---------- | ----------- | ----- | ----- | ----- | ----- | -------- | ------ | -------- | --------------- | ----- |
| Thuis | 2 – 2 | 0 – 1 | 3 – 0     | 2 – 1 | 3 – 1 | 2 – 0              | 0 – 0      | 2 – 0       | 1 – 1 | 4 – 3 | 0 – 1 | 1 – 2 | 0 – 0    | 0 – 1  | 3 – 1    | 4 – 5           | 1 – 2 |
| Uit   | 0 – 3 | 3 – 2 | 2 – 0     | 3 – 1 | 0 – 2 | 2 – 4              | 0 – 2      | 1 – 3       | 2 – 2 | 1 – 0 | 2 – 0 | 3 – 2 | 1 – 5    | 4 – 2  | 3 – 2    | 2 – 1           | 2 – 4 |

### KNVB beker
| 3e ronde                                             | Willem II           | 1 – 0 (1 – 0)       | Helmondia '55 |
| 28 april 1962 Plaats: Tilburg Gemeentelijk Sportpark | Piet Timmermans 40' |                     |               |
| 4e ronde                                             | PSV                 | 1 – 0 Na verlenging | Willem II     |
| 10 mei 1962 Plaats: Eindhoven Philips Stadion        | Wim Wolbers 115'    |                     |               |

## Statistieken Willem II 1961/1962

### Eindstand Willem II in de Nederlandse Eredivisie 1961 / 1962
| Stand | Gespeeld | Gewonnen | Gelijk | Verloren | Punten | Doelpunten voor | Doelpunten tegen |
| ----- | -------- | -------- | ------ | -------- | ------ | --------------- | ---------------- |
| 8e    | 34       | 14       | 5      | 15       | 33     | 63              | 52               |

### Topscorers
| #      | Naam             | Goal |
| ------ | ---------------- | ---- |
| 1.     | Coy Koopal       | 19   |
| 2.     | Piet Timmermans  | 12   |
| 3.     | Willy Senders    | 7    |
| 4.     | Frits Louer      | 6    |
| 5.     | Rob Uytermerk    | 5    |
| 6.     | Georg Lambert    | 4    |
| 6.     | Gerrit Voges     | 4    |
| 8.     | Jan Boor         | 3    |
| 9.     | Kees Aarts       | 1    |
| 9.     | Nico van Elderen | 1    |
| 9.     | Gerrit de Wit    | 1    |
| Totaal | Totaal           | 63   |

| #      | Naam            | Goal |
| ------ | --------------- | ---- |
| 1.     | Piet Timmermans | 1    |
| Totaal | Totaal          | 1    |